# Cabaret Voltaire (zespół muzyczny)
Cabaret Voltaire – angielski zespół muzyczny pochodzący z Sheffield, założony w 1973 roku przez Stephena Mallindera, Richarda H. Kirka i Chrisa Watsona. Grupa zaczerpnęła swoją nazwę od słynnego klubu Cabaret Voltaire powiązanego z ruchem Dada.
Początkowo grupa zajmowała się performance'em, by z czasem priorytetem ich działań stała się muzyka. Dzięki nowatorskiemu wykorzystaniu instrumentów elektronicznych stosunkowo szybko stali się pionierami w dziedzinach alternatywnej muzyki pop, dance, techno i eksperymentalnej elektroniki.